# Шохна (приток Сунжи)
Шохна (Шоха) — река в Вичугском районе Ивановской области России, левый приток Сунжи. Длина реки составляет 20 км, площадь водосборного бассейна — 100 км².
Исток реки у села Гаврилково в 14 км к северо-западу от города Вичуга. Река течёт на север, восток и снова на север, протекает деревни и сёла Гаврилково, Старостино, Нагорново, Дюдяково, Селиванцево, Цыдилиха. Впадает в Сунжу напротив деревни Глухово.

## Данные водного реестра
По данным государственного водного реестра России относится к Верхневолжскому бассейновому округу, водохозяйственный участок реки — Волга от города Кострома до Горьковского гидроузла (Горьковское водохранилище), без реки Унжа, речной подбассейн реки — Волга ниже Рыбинского водохранилища до впадения Оки. Речной бассейн реки — (Верхняя) Волга до Куйбышевского водохранилища (без бассейна Оки).
Код объекта в государственном водном реестре — 08010300412110000013513.